# Последният повелител във въздуха
„Последният повелител на въздуха“ (на английски: The Last Airbender) е американски екшън фентъзи филм от 2010 г., на режисьора М. Найт Шаямалан по негов сценарий. Базиран на анимационния сериал „Аватар: Повелителят на четирите стихии“ по „Никелодеон“. Във филма участват Ноа Рингер като Аанг, Дев Пател като Принц Зуко, Никола Пелц като Катара, и Джаксън Ратбоун като Сока. Разработката за филма започва през 2007 г. Продуциран е от „Никелодеон Моувийс“ и е разпространен от „Парамаунт Пикчърс“. Премиерата на филма се състои в Ню Йорк Сити на 30 юни 2010 г., пуснат е на следващия ден в САЩ, като печели 16 млн. щ.д. в този ден.
Продуциран с бюджет от 150 млн. щ.д., филмът печели 131 млн. щ.д. в САЩ и 319 млн. щ.д. в световен мащаб. Това е четвъртият високобюджетен филм, продуциран от Nickelodeon Movies, след „Спондж Боб: Гъба на сухо“ (2015), „Костенурките нинджа“ и „Приключенията на Тинтин: Тайната на еднорога“ (2011).

## Актьорски състав
| Актьор             | Роля                    |
| ------------------ | ----------------------- |
| Ноа Рингер         | Аанг                    |
| Дев Пател          | Принц Зуко              |
| Никола Пелц        | Катара                  |
| Джаксън Ратбоун    | Сока                    |
| Шон Тоуб           | Генерал Айроу           |
| Асиф Мандви        | Адмирал Жао             |
| Сейшел Габриел     | Принцеса Ю              |
| Клиф Къртис        | Огненият лорд Озай      |
| Съмър Бишил        | Принцеса Азула          |
| Франсис Гуинан     | Майстор Паку            |
| Рандъл Дук Ким     | Възрастен мъж в храм    |
| Айзък Джин Солщайн | Хару                    |
| Кеонг Сим          | Туро                    |
| Джон Нобъл         | Духът на дракона (глас) |

## В България
В България филмът е пуснат по кината на 27 август 2010 г. от „Форум Филм България“.
На 14 октомври 2012 г. филмът е излъчен по Нова телевизия в неделя от 20:00 ч. Екипът се състои от:
| Озвучаващи артисти  | Даниела Йорданова Ася Братанова Николай Николов Александър Воронов Георги Георгиев-Гого Стефан Сърчаджиев-Съра |
| Преводач            | Ирина Ценкова                                                                                                  |
| Тонрежисьор         | Димитър Кукушев                                                                                                |
| Режисьор на дублажа | Димитър Кръстев                                                                                                |